# Actidium coarctatum
Actidium coarctatum é uma espécie de insetos coleópteros polífagos pertencente à família Ptiliidae.
A autoridade científica da espécie é Haliday, tendo sido descrita no ano de 1855.
Trata-se de uma espécie presente no território português.